# Genès de Clermont
 (août 2022).
Si vous disposez d'ouvrages ou d'articles de référence ou si vous connaissez des sites web de qualité traitant du thème abordé ici, merci de compléter l'article en donnant les références utiles à sa vérifiabilité et en les liant à la section « Notes et références ».
Pour les articles homonymes, voir Genès.
Genès de Clermont ou Genet,  était un religieux du Haut Moyen Âge qui fut évêque de Clermont au VIIe siècle. Il est vénéré comme saint par l'Église en Auvergne et fêté localement le 3 juin. Les informations sur sa vie sont extrêmement parcellaires. 

## Biographie
Genesius naquit à Clermont dans une famille de sénateur. Il était archidiacre lorsqu’il fut élu évêque d’Auvergne et n’aurait voulu consentir à son ordination qu’après un jeûne de trois jours, en 655. Il dirigea également l'école épiscopale. Il confessa la foi orthodoxe face au novatianisme. 
Il gouverna son église avec sagesse et humilité et fonda plusieurs monastères dont celui de Chantoin et l'abbaye Saint-Sébastien de Manglieu, où il fut inhumé en 662,. Il construisit également un hospice près de la porte Saint-Esprit, au sud de la ville, sur des terres familiales, aujourd'hui à l'emplacement de la rue Saint-Esprit, rue de Ballainvilliers, boulevard de la Pyramide et rue de l'Hôtel-Dieu. Ce dernier semble être le plus ancien hôpital mentionné pour la ville de Clermont.  
Il était invoqué pour la cessation de la sécheresse. En tant que saint fondateur, son attribut principal est une église qu'il porte contre lui en évidence. 
Dix-huit localités en France portent son nom. Une ordonnance du lieutenant général de police, Benoit Chamerlat, datée du 13 mai 1789, instaure la fête du saint au 3 juin et demande la fermeture des magasins de la ville ainsi que la suspension des travaux manuels.

## Églises, chapelles sous son vocable
- Église Saint-Genès des Carmes

## Toponymie
| | |  |
| - Saint-Genès-de-Blaye ; - Saint-Genès-de-Castillon ; - Saint-Genès-de-Fronsac ; - Saint-Genès-de-Lombaud ; - Saint-Geneys-près-Saint-Paulien ; | - Saint-Genès-Champanelle ; - Saint-Genès-Champespe ; - Saint-Genès-du-Retz ; - Saint-Genès-la-Tourette ; - Fix-Saint-Geneys ; - Saint-Genès-l'Enfant, paroisse rattachée à Malauzat. |  |